# 富士見町赤城山
富士見町赤城山（ふじみまちあかぎさん）は、群馬県前橋市の地名。旧富士見村時代は、住所で勢多郡富士見村大字赤城山の地域である。また、前橋市合併後は粕川町と同じように村名の富士見村が富士見町となり、そのあと大字名がつくため前橋市富士見町○○となる。面積は39.2km2(2013年現在)。郵便番号は371-0101。

## 地理

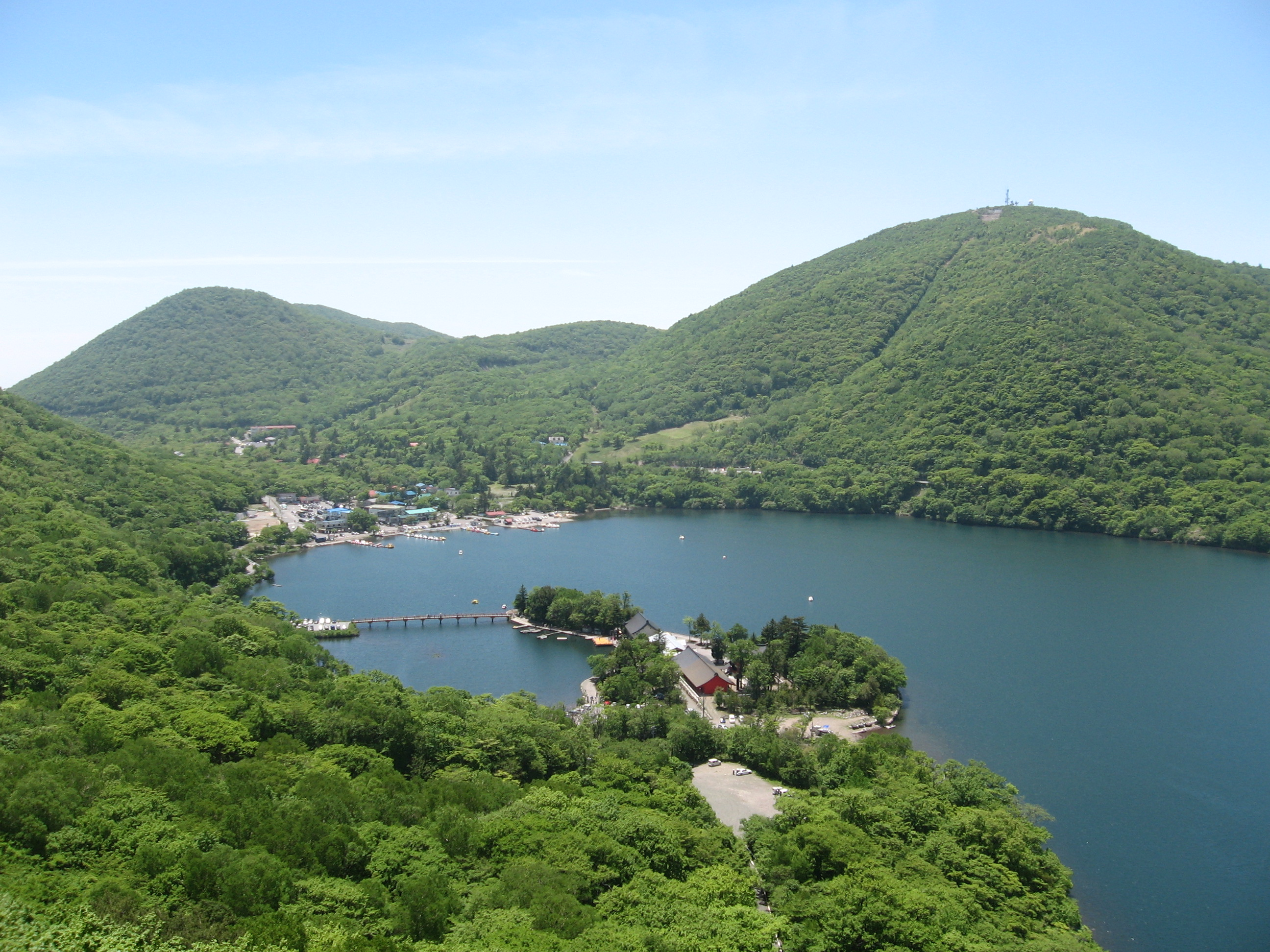
赤城山 大沼

前橋市の北端、赤城山の概ね標高400～500メートル付近から山頂付近にかけての広い範囲に広がっており、赤城山（複成火山）のたくさんの山々や、カルデラ湖の大沼などがあり、自然が豊かな地域である。
中央を赤城白川が北東から南西に流れ、赤城白川に沿って群馬県道4号前橋赤城線が通っている。
地区としては、北部にある大沼周辺の大洞地区と、中南部の地区に、大きく２つに分かれる。
- 山岳：駒ヶ岳(1685m)(赤城山の第二高峰)、地蔵岳(1674m)(赤城山の第三高峰)、長七郎山(1579m)、荒山(1572m)、鈴ヶ岳(1565m)、鍋割山(1332m)
- 河川：赤城白川、赤城大沼用水、沼尾川
- 湖沼：大沼、小沼、覚満淵

## 歴史
1960年の12月の富士見村議会の議決により、旧赤城山御料地一帯の通称地域名を改め、新たに大字赤城山を設定した。

### 年表
- 1960年 富士見村の大字となったため、勢多郡富士見村大字赤城山となる。
- 2009年 富士見村が前橋市へ編入合併したため、群馬県前橋市富士見町赤城山となる。

## 世帯数と人口
2017年（平成29年）8月31日現在の世帯数と人口は以下の通りである。
| 町丁           | 世帯数  | 人口  |
| -------------- | ------- | ----- |
| 富士見町赤城山 | 319世帯 | 683人 |

## 小・中学校の学区
市立小・中学校に通う場合、学区は以下の通りとなる。
| 番地 | 小学校             | 中学校               |
| ---- | ------------------ | -------------------- |
| 全域 | 前橋市立白川小学校 | 前橋市立富士見中学校 |

- 現在は休校となっている前橋市立白川小学校赤城山分校と前橋市立富士見中学校赤城山分校の校区でもある。

## 交通

### 鉄道
町内に鉄道駅はない。

### バス
関越交通が運行を行っているデマンドバス方式のるんるんバスがある。
また同じく関越交通が、けやきウォーク前橋から前橋駅・中央前橋駅・富士見温泉を経由して同町北部の赤城山ビジターセンターへの便を運行している。
前橋駅からの急行バスも赤城山ビジターセンターへ運行している。

### 道路
北部の大洞地区を群馬県道70号大間々上白井線、群馬県道16号大胡赤城線、群馬県道157号赤城山敷島停車場線、群馬県道251号沼田赤城線が通過。
中央を縦断するように群馬県道4号前橋赤城線が通過。
他、赤城南麓広域農道が南部を東西に通過。

## 施設
- 赤城神社
- 赤城白樺牧場
- 赤城山スキー場
- 赤城ふれあいの森
- 箕輪地区公民館
- 赤城国際カントリークラブ
- 国立赤城青少年交流の家
- 前橋市赤城少年自然の家